# サッカーヨーロッパ選抜
サッカーヨーロッパ選抜（サッカーヨーロッパせんばつ）は、UEFAに所属するチームでプレーするヨーロッパ出身の選手による選抜チーム（時折、ヨーロッパ以外の出身者でUEFAに所属するチームでプレーする選手が招集された事もある）である。ヨーロッパ選抜は、クラブチームやナショナルチーム（A代表含む）、他の大陸との選抜チーム（CONMEBOLやCAFとの対戦実績もある）、ヨーロッパ以外の大陸出身者で結成された世界選抜チームと対戦してきた。このため、ヨーロッパ選抜を公式に承認しているサッカーの統括団体はなく、各選抜チームに継続性はない。ヨーロッパ選抜の試合は、記念試合や名選手の功労試合、慈善試合として行われている。試合の収益は寄付され、選手や監督、コーチ、スタッフそしてスタジアムの所有者には、試合に対する報酬は支払われない。近年ではテレビ中継されることもある。

## 著名な監督経験者
| - フランツ・ベッケンバウアー - マルチェロ・リッピ - カルロス・アルベルト・パレイラ - フランク・ライカールト - アーセン・ベンゲル - ホセ・クラヘイ - カレル・ロッツィー - ヴィットリオ・ポッツォ - カール・ラパン - ネレオ・ロッコ |

## 試合結果
2014年2月現在。
| 日付            | 対戦相手                       | スタジアム                                     | スコア | ヨーロッパ選抜の得点者 | 備考                                                  |
| --------------- | ------------------------------ | ---------------------------------------------- | ------ | --- | ----------------------------------------------------- |
| 1938年 10月26日 | イングランド                   | アーセナル・スタジアム(ロンドン)               | 0–3    | | [ 5 ]                                                 |
| 1947年 5月10日  | イギリス                       | ハムデン・パーク (グラスゴー)                  | 1–6    | グンナー・ノルダール | FIFA対ホーム・ネイションズ                            |
| 1953年 10月21日 | イングランド                   | ウェンブリー(ロンドン)                         | 4–4    | ラディスラオ・クバラ (2点), ジャンピエロ・ボニペルティ (2点)                                                                           | FA90周年記念試合                                      |
| 1955年 8月13日  | イギリス                       | ウィンザー・パーク(ベルファスト)               | 4–1    | ジャン・ヴァンサン, ベルナルド・ブカス (3点)                                                                                           | IFA75周年記念試合                                     |
| 1964年 5月20日  | スカンディナヴィア選抜         | Idrætsparken(コペンハーゲン)                   | 4–2    | ジミー・グリーブス (2点), デニス・ロー, エウゼビオ                                                                                     | DBU75周年記念試合                                     |
| 1964年 9月23日  | ユーゴスラビア                 | マラカナ(ベオグラード)                         | 7–2    | ウーヴェ・ゼーラー (2点), エウゼビオ (4点), ホセ・アウグスト                                                                           | 1963年スコピエ地震チャリティーマッチ                  |
| 1965年 4月28日  | イギリス                       | ビクトリア・グラウンド(ストーク)               | 6–4    | ゴットフリート・ファンデブール, フェレンツ・プスカシュ (2点), ヨゼフ・マソプスト, ラディスラオ・クバラ, ジャッキー・ヘンダーソン       | スタンリー・マシューズ功労試合                        |
| 1970年 12月8日  | ベンフィカ                     | エスタディオ・ダ・ルス(リスボン)               | 2–3    | ウーヴェ・ゼーラー, ホセ・エウロヒオ・ガラテ                                                                                           | マリオ・コルナ功労試合                                |
| 1971年 11月23日 | ウェストハム・ユナイテッド     | アップトン・パーク(ロンドン)                   | 4–4    | フランク・マクドゥガル, ロドニー・マーシュ (2点), ジミー・グリーブス                                                                   | ジェフ・ハースト功労試合                              |
| 1972年 5月1日   | ハンブルガーSV                 | フォルクスパルクシュタディオン(ハンブルク)     | 7–3    | ジェフ・ハースト, ベネ・フェレンツ, フランツ・ベッケンバウアー, ゲルト・ミュラー, メーセイ・カールマーン, ジョージ・ベスト, エウゼビオ | ウーヴェ・ゼーラー功労試合                            |
| 1972年 11月23日 | 南米選抜                       | ザンクト・ヤコブ・パルク(バーゼル)             | 0–2    | | ペスタロッチ・チャリティーマッチ                      |
| 1973年 10月31日 | 南米選抜                       | エスタディ・オリンピック( バルセロナ)          | 4–4    | エウゼビオ, サリフ・ケイタ, フアン・マヌエル・アセンシ, クルト・ヤーラ                                                                 | FIFA・チャリティーマッチ                              |
| 1979年 12月28日 | ボルシア・ドルトムント         | ヴェストファーレンシュタディオン(ドルトムント) | 2–3    | サフェト・スシッチ, ヴラディミル・ペトロヴィッチ                                                                                       | UNICEF記念試合                                        |
| 1981年 2月25日  | イタリア                       | スタディオ・オリンピコ(ローマ)                 | 3–0    | アラン・シモンセン, ヴァイッド・ハリルホジッチ, トニー・ウッドコック                                                                   | 洪水災害チャリティーマッチ                            |
| 1981年 6月2日   | フェネルバフチェSK             | シュクリュ・サラジオウル(イスタンブール)       | 0–3    | | フェネルバフチェSK75周年記念試合                      |
| 1981年8月12日   | チェコスロバキア               | レトナ・スタジアム(プラハ)                     | 0–4    | | チョコスロバキアサッカー協会80周年記念試合            |
| 1982年 8月7日   | 世界選抜                       | ジャイアンツ・スタジアム(ニューヨーク)         | 3–2    | ケビン・キーガン, ブルーノ・ペッツァイ, ジャンカルロ・アントニョーニ                                                                   | FIFA主催のUNICEFチャリティーマッチ                    |
| 1993年          | 北キプロス                     |                                                | 1–3    | | [ 16 ]                                                |
| 1997年 12月4日  | 世界選抜                       | スタッド・ヴェロドローム(マルセイユ)           | 2–5    | マリウス・ラカトゥシュ, ジネディーヌ・ジダン                                                                                           | [ 17 ]                                                |
| 1998年 8月18日  | マンチェスター・ユナイテッドFC | オールド・トラッフォード(マンチェスター)       | 4–8    | ジャン＝ピエール・パパン, ローラン・ブラン, マルティン・ダーリン, マーク・ウィルソン                                                   | ミュンヘンの悲劇40周年及びエリック・カントナ功労試合  |
| 2005年 2月16日  | 世界選抜                       | カンプ・ノウ(バルセロナ)                       | 3–6    | アレッサンドロ・デル・ピエロ, ジャンフランコ・ゾラ                                                                                     | Football for Hope(スマトラ島沖地震チャリティーマッチ) |
| 2007年 3月14日  | マンチェスター・ユナイテッドFC | オールド・トラッフォード(マンチェスター)       | 3–4    | フローラン・マルダ, エル＝ハッジ・ディウフ (2点)                                                                                       | UEFA記念試合                                          |